# Чадвік (Іллінойс)
Чадвік (англ. Chadwick) — селище (англ. village) в США, в окрузі Керролл штату Іллінойс. Населення — 481 особа (2020).

## Географія
Чадвік розташований за координатами 42°0′51″ пн. ш. 89°53′18″ зх. д. / 42.01417° пн. ш. 89.88833° зх. д. (42.014236, -89.888442).  За даними Бюро перепису населення США в 2010 році селище мало площу 0,81 км², уся площа — суходіл.

## Демографія
Згідно з переписом 2010 року, у селищі мешкала 551 особа в 228 домогосподарствах у складі 159 родин. Густота населення становила 683 особи/км².  Було 253 помешкання (314/км²).
Расовий склад населення:
| - 98,2 % — білих - 1,3 % — азіатів |

До двох чи більше рас належало 0,4 %. Частка іспаномовних становила 2,4 % від усіх жителів.
За віковим діапазоном населення розподілялося таким чином: 24,3 % — особи молодші 18 років, 56,5 % — особи у віці 18—64 років, 19,2 % — особи у віці 65 років та старші. Медіана віку мешканця становила 44,1 року. На 100 осіб жіночої статі у селищі припадало 103,3 чоловіків;  на 100 жінок у віці від 18 років та старших — 102,4 чоловіків також старших 18 років.
Середній дохід на одне домашнє господарство  становив 53 967 доларів США (медіана — 50 350), а середній дохід на одну сім'ю — 60 498 доларів (медіана — 50 893). За межею бідності перебувало 6,3 % осіб, у тому числі 7,5 % дітей у віці до 18 років та 3,0 % осіб у віці 65 років та старших.
Цивільне працевлаштоване населення становило 251 осіб. Основні галузі зайнятості: виробництво — 23,5 %, роздрібна торгівля — 16,3 %, освіта, охорона здоров'я та соціальна допомога — 14,7 %.